# El lenguaje de los sueños
"El lenguaje de los sueños" o "Diccionario de cama", es una película de drama y romance, entre una nativa de una importante tribu de cazadores de cabezas de Sarawak (Selima, interpretada por Jessica Alba), en el Borneo malayo, y un joven inglés (John Truscott, interpretado por Hugh Dancy (actuó en Black Hawk Down)) que acude allí en el año 1936, durante el dominio británico, para educar a los nativos.

## Argumento
John Truscott (Hugh Dancy) es un joven inglés que acude a Sarawak a educar a los nativos. Al llegar, descubre que existe la costumbre de que los ingleses aprendan el idioma local mediante los llamados "diccionarios de cama". "Diccionario de cama" es la mujer nativa que se asignaba al colonizador para que conviviera con él, como concubina y al mismo tiempo el colonizador aprendiera el dialecto local y le fuese posible comunicarse con los lugareños.
Pese a negarse en un primer momento, el oficial accede a practicar la "costumbre", y finalmente se enamora de su concubina, Selima (Jessica Alba). Paralelamente, llega al poblado la hija del gobernador inglés (Bob Hoskins), Cecil (Emily Mortimer). Ante la imposibilidad de contraer matrimonio con Selima, John Truscott se casa con Cecil, partiendo hacia Londres. Paralelamente, Selima, que está embarazada de John, se casa con un nativo.
Dos años después, John y Cecil regresan a Sarawak, siendo entonces cuando John se entera de que la concubina tuvo un hijo suyo, y decide resolver un lío para ir a verlo y poder conocerle, esto hace que la pasión resurja a pesar de estar casado.
Finalmente, y dejando a su esposa Cecil embarazada (pero con su aprobación), John, Selima (la cual es hija del gobernador inglés y de otro "diccionario de cama"), y su hijo, se fugan, yéndose a vivir con otra tribu nativa.
- Datos: Q676584